# エボリューション (映画)
『エボリューション』（原題: Evolution）は、2001年にアメリカで製作・公開されたSFコメディ映画。
日本で公開された際には、紺一色の背景に3つ眼のスマイリーマークと「人類へ。楽しい終末を」（英語版での「Have a nice end of the world」の和訳）とだけ書かれたティーザー広告が出された。

## あらすじ
アリゾナ州の砂漠に隕石が落下。現場に近いグレン・キャニオン短大の生物学教師で、以前はアメリカ陸軍感染症医学研究所に勤めていたアイラは、同僚の地質学教師ハリーと共に隕石から採取した液体を調査する。液体は未知の単細胞生物であったが、数時間後に再び観察するとそれは多細胞生物へと進化していた。この生命体は、地球での46億年分の進化を1ヶ月で成しとげる恐るべき成長力を持つエイリアンだったのである。アイラたちのパソコンを監視していて事態を知った、かつてのアイラの上司であるウッドマン将軍ら軍部は、隕石落下現場を封鎖してアイラたちを締め出すとともに、アイラたちの研究資料を全て持ち去る。
一方、町では不気味な生物たちが次々と現れ、大騒動となる。彼らは地球の大気に適応できず、すぐ死んでしまったが、そのうちに地球でも呼吸できるよう進化した生物が現れる。隕石落下の現場にたまたま居合わせていた消防士志望の青年ウェインが、バイト先で手に入れたエイリアンの死体をアイラたちの前に持ち込んだことをきっかけに、アイラたちの仲間となって共にエイリアンと戦うことになる。更に、軍部の下で働いていた女性研究者であるアリソンも、ウッドマン将軍のやり方に反発してアイラの仲間に加わる。
事態を一刻も早く解決したい州知事の指示の下、ウッドマン将軍はエイリアンらをナパーム弾で焼き払う計画を進める。ところが、偶然シャーレ内に冷凍保存していた原始状態のエイリアンが熱によって急成長してしまうことを知ったアリソンはウッドマン将軍に計画の中止を求めるが無視される。そこで、エイリアンにとっては体構造の原子の相性上でセレンが猛毒であり、二硫化セレンを主成分とするフケ取りシャンプーが有効であると気付いたアイラたちは、学生たちの協力の下、シャンプーを大量に消防車に積み、エイリアンに立ち向かう。
ウッドマン将軍の計画が予定より早く実行されたため、アイラたちがシャンプーで攻撃する前にエイリアンが同族を巻き込みつつ一つの巨大生物へと進化してしまう。しかし、アイラたちは改めて消防車でエイリアンに迫り、エイリアンの肛門と思われる穴からシャンプーを注ぎ込む。期待通りにエイリアンが体を維持出来ず爆死し、町が救われると、知事はアイラたちを英雄として讃える。そして、アイラとアリソンは結ばれ、アイラ、ハリー、ウェインの3人はフケ取りシャンプーのCMタレントに起用される。

## 登場人物
アイラ・ケイン
大学の化学教授。テストの採点基準を甘くしているが、無理があると思う者には流石に厳しい評価を行う。かつて陸軍のUSAMREEDに勤務していたが、ワクチン実験で多数の被害者を出してしまい、除隊させられた過去を持つ。
アリソン・リード
女性研究者。
ハリー・ブロック
大学の地質学教授。バレーボールのコーチもしている。みずがめ座。
ウェイン・グレイ
消防士志望。消防士になるための訓練に励んでいるが、人気がなかったとはいえ小屋を燃やして練習するなど、やっていることは過激。
ラッセル・ウッドマン
将軍。
ディーク・ドナルド
アイラの教え子。
ダニー・ドナルド
アイラの教え子。
ジョンソン
巡査。
フレミング
大佐。
ルイス
州知事。
ナディーン
女生徒。ミスアリゾナを目指している。勉学を重視していないがアイラとハリーよりもエイリアンの変化に気づく鋭さを持つ。
バリー・カートライト
ウェインのバイト先の上司。
カーラ
アリソンの知人。

## キャスト
| 役名                           | 俳優                           | 日本語吹替 | 日本語吹替   |
| 役名                           | 俳優                           | ソフト版   | 日本テレビ版 |
| ------------------------------ | ------------------------------ | ---------- | ------------ |
| 退役陸軍大佐アイラ・ケイン博士 | デイヴィッド・ドゥカヴニー     | 小杉十郎太 | 堀内賢雄     |
| アリソン・リード               | ジュリアン・ムーア             | 唐沢潤     | 坪井木の実   |
| ハリー・ブロック               | オーランド・ジョーンズ         | 楠大典     | 山寺宏一     |
| ウェイン・グレイ               | ショーン・ウィリアム・スコット | 鉄野正豊   | 高木渉       |
| ラッセル・ウッドマン将軍       | テッド・レヴィン               | 菅生隆之   | 石田太郎     |
| ディーク・ドナルド             | イーサン・サプリー             | 中嶋聡彦   | 桜井敏治     |
| ダニー・ドナルド               | マイケル・レイ・バウアー       | 朝倉栄介   | 岩田光央     |
| ジョンソン巡査                 | パット・キルベイン             | 西凜太朗   | 宗矢樹頼     |
| フレミング大佐                 | タイ・バーレル                 | 清水明彦   | 立川三貴     |
| ルイス知事                     | ダン・エイクロイド             | 玄田哲章   | 菅生隆之     |
| ナディーン                     | キャサリン・タウン             | MAI        | 木村亜希子   |
| バリー・カートライト           | グレゴリー・イッツェン         | 稲葉実     |              |
| クライヤー中尉                 | アシュリー・クラーク           | 飛田展男   |              |

- ソフト版：初回放送2022年12月13日『午後のロードショー』
- 日本テレビ版：初回放送2005年5月13日『金曜ロードショー』[2]

## スタッフ
- 監督 - アイヴァン・ライトマン
- 製作 - ダニエル・ゴールドバーグ
- 製作 - ジョー・メジャック
- 撮影 - マイケル・チャップマン・A.S.C
- 視覚効果 - ティペット・スタジオ

## 評価
レビュー・アグリゲーターのRotten Tomatoesでは139件のレビューで支持率は43%、平均点は4.90/10となった。Metacriticでは32件のレビューを基に加重平均値が40/100となった。

## エピソード

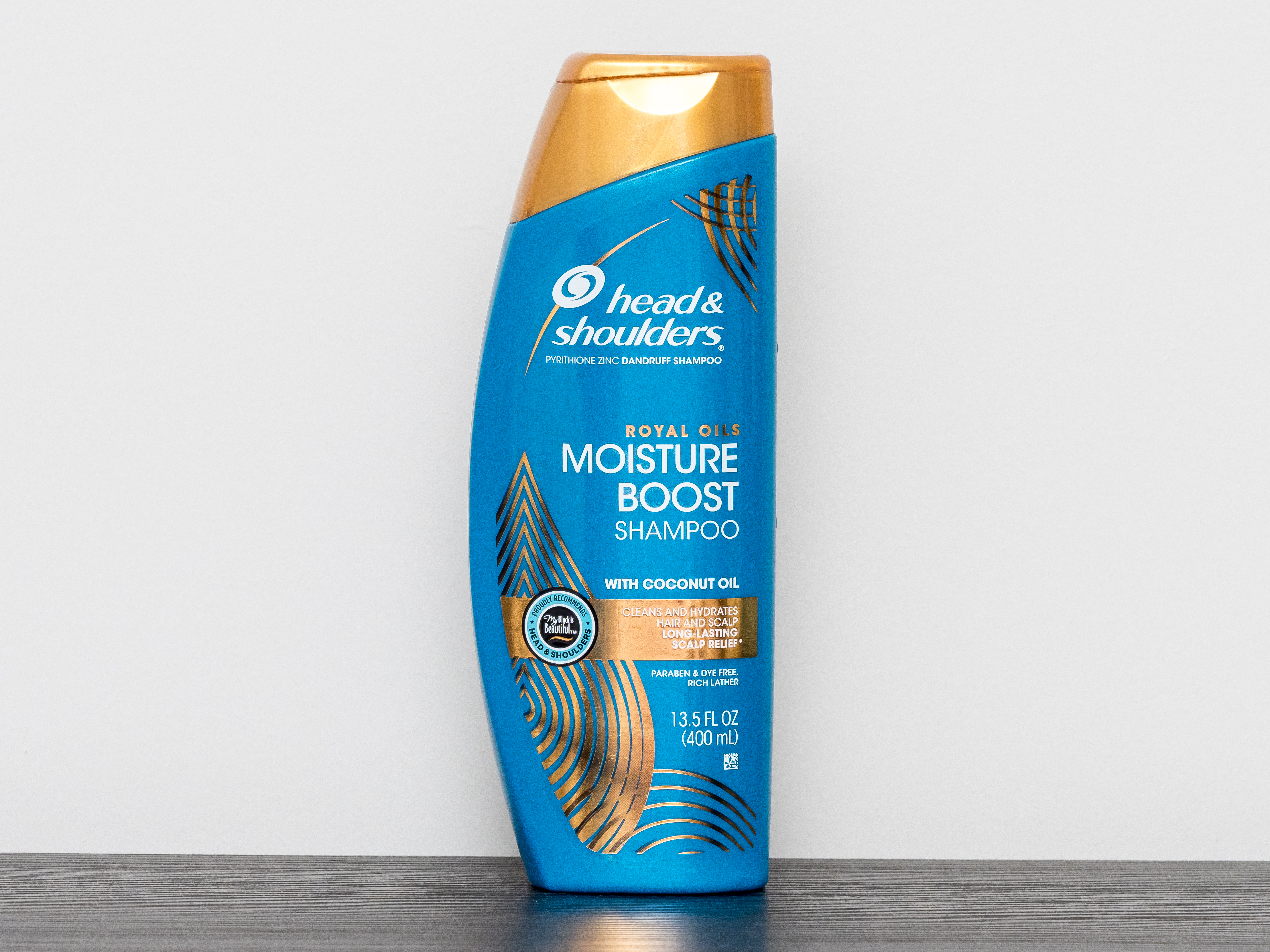
フケ取りシャンプー、プロクター・アンド・ギャンブル「h&sロイヤルオイルス」（日本未発売）

- 霊長類を除くほとんどのエイリアンのデザインはティペット・スタジオで作成された。生物学者と制作会議を行い、単細胞生物から、扁形動物、甲殻類、昆虫、両生類、爬虫類への進化に沿って全体の基本ルールを定めデザインされた。地球上の生物に似た形のエイリアンも多いが、監督のライトマンは「ある程度の現実感がなければならない」と語っている[5]。
- ウェインの愛車はビュイック・リヴィエラ。
- ショッピングモールでウェインが空飛ぶエイリアンを呼び戻すためマイクで叫んだ「Ah Ah Ee Ee Tookie Tookie」は、アニメ『George of the Jungle』に登場するTookie Tookie Birdのマネである。
- よく転んだりする不器用なアリソンのキャラは、ジュリアン・ムーア本人のアイディアで採用された[要出典]。
- 序盤に登場するミス・アリゾナになるため看護学校を目指す学生ナディーンを演じた女優キャサリン・タウンは、『ミッション:インポッシブル』などを手がけた脚本家ロバート・タウンの娘である。州知事が「英雄」を紹介するラストシーンで、「ミス・アリゾナ」のタスキをした姿で一瞬だけ再登場している[6]。
- ワイルド・チェリーの「プレイ・ザット・ファンキー・ミュージック」が劇中歌として使用された。

## アニメ
同年に上記の映画を原作としたテレビアニメが2001年秋より放送が開始された。全26話。ストーリーは映画の後日談として展開され、再びエイリアンネーター対エイリアンとの戦闘が繰り広げられる。
製作には電通も参加しており、日本及びアジアでの配給は電通によって行われた。日本ではアニマックスにて2001年10月27日より放送開始。映像ソフトは2002年よりVHSとDVDでリリースが行われた。

### エピソードリスト
| 話数 | サブタイトル               | 放送日          |
| ---- | -------------------------- | --------------- |
| 1    | 新たなる脅威Part1          | 2001年 10月27日 |
| 2    | 新たなる脅威Part2          | 11月3日         |
| 3    | 新たなる脅威Part3          | 11月10日        |
| 4    | その水を飲むな             | 11月17日        |
| 5    | オイルモンスター           | 11月24日        |
| 6    | ハチの群れ                 | 12月1日         |
| 7    | 火と水                     | 12月8日         |
| 8    | 海中の恐怖                 | 12月15日        |
| 9    | ウェインを救え             | 12月22日        |
| 10   | 招かれざる乗客             | 2002年 1月5日   |
| 11   | コンピュータの心           | 1月12日         |
| 12   | ウェインがいっぱい         | 1月19日         |
| 13   | コロシアムにあつまれ       | 1月26日         |
| 14   | 最後のミッション           | 2月2日          |
| 15   | ドラゴンの恐怖             | 2月9日          |
| 16   | ジャワ島の火の中で         | 2月16日         |
| 17   | お帰りアイラ               | 2月23日         |
| 18   | エイリアンネーター解散?!   | 3月2日          |
| 19   | オイルパニック             | 3月9日          |
| 20   | 消防士とエイリアンネーター | 3月16日         |
| 21   | 操られたアイラ             | 3月23日         |
| 22   | ジーナスの雨が降る         | 3月30日         |
| 23   | 将軍を救え!                | 4月6日          |
| 24   | 終章1:カウントダウン       | 4月13日         |
| 25   | 終章2:宇宙へ               | 4月20日         |
| 26   | 終章3:始まりと終わり       | 4月27日         |